# Secretaría General de la Presidencia de la República de Guatemala
La Secretaría General de la Presidencia de la República (SGP) es el órgano responsable del apoyo jurídico y administrativo con carácter inmediato y constante del Presidente de la República. Su función es tramitar los asuntos de Gobierno del Despacho del Presidente. Para ejercer el cargo de Secretario General de la presidencia, se requieren los mismos requisitos que se exigen para ser Ministro y gozará de iguales prerrogativas e inmunidades. Además de lo dispuesto por la Constitución Política y otras leyes, el Secretario General de la Presidencia, tiene las atribuciones siguientes:
a) Dar fe administrativa de los Acuerdos Gubernativos y demás disposiciones del Presidente de la República, suscribiéndolos.
b) Distribuir las consultas técnicas y legales a los órganos de asesoría de la Presidencia.
c) Revisar los expedientes que se sometan a conocimiento y aprobación del Presidente de la República.
d) Velar porque el despacho del Presidente se tramite con la prontitud necesaria.

## Enlace Externo
- www.sgp.gob.gt

- Datos: Q6123155